# Iwan Krystew (zapaśnik)
Iwan Krystew Turłakow (bułg. Иван Кръстев Турлаков, ur. 29 kwietnia 1946 w Wyłczim izworze) – bułgarski zapaśnik. Brązowy medalista olimpijski z Monachium.
Walczył w stylu wolnym. Zawody w 1972 były jego jedynymi igrzyskami olimpijskimi. Brązowy walczył w wadze do 62 kilogramów. W tym samym roku był czwarty na mistrzostwach Europy. 